# Q
Q je 17. písmeno latinské abecedy, vzniklo z řeckého Koppa.
- V angličtině je Q zkratkou pro question = otázka, což se používá v termínech jako FAQ (často kladené otázky) či Q&A (otázky a odpovědi).
- Písmeno q (quintal) je také zkratka pro metrický cent
- V biblistice označuje Q sbírku logií Q.
- V biochemii je Q symbol pro aminokyselinu glutamin.
- V elektrotechnice je Q označení pro kvalitu rezonančního systému, např. filtru.
- Ve financích byla Q první česká digitální měna.
- Ve fyzice
  - Q je označení pro teplo.
  - Q je označení pro elektrický náboj.
- V kartách je Q označení pro královnu (svrška).
- V kinematografii
  - Q je krycí jméno postavy ze série o Jamesi Bondovi.
  - Q (Star Trek) je jméno postavy a rasy ze sci-fi série Star Trek.
  - Q je queer magazín České televize.
- V lékařství je Q jméno choroby – viz Q-horečka.
- V lingvistice je Q název pro neznělou uvulární plozivu.
- V literatuře
  - Q (časopis) je britský hudební časopis
  - Q je název historické novely od Luthera Blissetta.
  - Q je pseudonym spisovatele Arthura Quiller-Couche.
  - Q je jméno hlavní postavy čínské novely Skutečný příběh Ah Q spisovatele Lu Xuna.
- V matematice je ℚ označení množiny racionálních čísel.
- Q je mezinárodní poznávací značka Kataru.
- V soustavě SI je q značka metrického centu (100 kg).
- Ve vojenství je Q označení protiponorkových lodí z 1. a 2. světové války – viz Q (loď).